# 于慎行
于慎行（1545年11月3日—1608年1月9日），字無可，更字無垢，又字可遠，號穀山、又号穀峰，山東兗州府東平州東阿縣洪範村人，明朝政治人物，隆慶戊辰進士，萬曆朝官至禮部尚書、東閣大學士。

## 生平
祖籍現東阿縣姚寨鎮前屯村。嘉靖二十四年（1545年）九月二十九日出生，為人忠厚老成，少而穎異，「為童子時屹然有成人之志」，「學有原委，淹貫百家，博而核，核而精」。嘉靖四十年（1561年）辛酉科山東鄉試第六名舉人。隆慶二年（1568年）戊辰科會試二百八十七名，廷試二甲六十一名進士，改庶吉士，隆慶四年（1570年）升翰林院編修，纂修《世宗實錄》、《穆宗實錄》、《穆史》。萬曆元年（1573年）六月復除編修，三年（1575年），升修撰，四年（1576年）六月充經筵日講官，「主講唐史，每至成敗得失之際，未嘗不反覆論說，上輒為竦聽。」，于慎行遂得神宗信任，神宗御筆寫下「責難陳善」四字以賜之，一時士林間傳為盛事。同年十二月升侍講，七年（1579年）三月以病乞回藉調理。

### 持平行述
萬曆七年（1579年）因反對張居正「奪情」，協同友僚前往張府「疏諫」，張居正指責他：「子，吾所厚，而公亦從人為此耶？」于慎行從容回答說「正以公見厚故耳」，張居正聽罷忿怒不已，於是于慎行以疾請歸。于慎行對張居正的改革措施不全贊同，御史劉臺因彈劾首輔張居正專恣不法，被逮入獄，無人敢前往探視，于慎行卻常去探望。萬曆十年張居正家族遭受迫害時，他仗義執言，請求照顧張居正的老母及孩子。在「奪情」事件中得罪張居正而受到排擠的于慎行曾給辦案的邱橓寫信：「当其柄政，举朝争颂其功而不敢言其过。今日既败，举朝争索其罪而不敢言其功。皆非情实也。」許多官員都佩服于慎行的勇氣。
万历十一年正月起復翰林院侍讲，仍充日讲官，三月充会典纂修官，十月升左春坊左谕德兼侍讲，十三年七月与右谕德李长春为应天乡试考试官，十二月升翰林院侍读学士，十四年升礼部右侍郎，十五年十二月升左侍郎。萬曆十七年（1589年）六月改任吏部左侍郎兼翰林院侍读学士，掌詹事府事，七月任禮部尚書兼翰林院学士。万历十八年（1590年），连疏请早立太子，以定國本，神宗大怒，骂于慎行“要君疑上”、“淆乱国本”。万历十九年（1591年）九月辭官歸隱，居家時編有《兗州府志》。
万历二十三年（1595年）十二月著以原官起掌詹事府印信，催取前来，照旧讲官。上疏推辞。

### 重用
萬曆三十五年（1607年）被重新起用，四月会推阁臣，于慎行、赵世卿、刘元震、叶向高、杨道宾、李廷机、孙丕扬等七人参加廷推，于慎行、叶向高、李廷机三人被点用，遂以原官加太子少保兼东阁大学士，由于年老体弱，长途跋涉，十一月十日行取至京，至京僅十二日卒於京華官邸。

## 身後
贈太子太保，諡文定。

## 著作
著有《穀城山館全集》62卷、《穀山筆麈》18卷、《讀史漫錄》14卷、《璅言》1卷（附《夢語》）、《雜記》1卷、《兗州府志》52卷、《東阿縣志》12卷等。

## 家族
曾祖于忠。祖父于時，壽官。父于玭，字世和，號翠峰，戊子舉人、平涼府同知。母劉氏，加贈安人。
兄于慎動，冠帶儒士；于慎思，生員；于慎言，壬子舉人；弟于慎由，生員。

## 評價
- 《明史》:「慎行之博聞，亦足稱羽儀廊廟之選矣」
- 《明實錄》:「慎行少而穎異，在詞林有聲，多識故事，所著有《穀山集》、《讀史漫錄》、《筆麈》行於世」

## 延伸阅读
[在维基数据编辑]
 在维基文库阅读此作者作品（ 在维基共享资源阅览影像）
 《國朝獻徵錄·卷之十七》，出自焦竑《國朝獻徵錄》
 《明史卷二百一十七》，出自《明史》
| 官衔        | 官衔                       | 官衔          |
| ----------- | -------------------------- | ------------- |
| 前任： 朱賡 | 明朝禮部尚書 1589年-1591年 | 繼任： 李長春 |